# هورنبروک، کالیفرنیا
هورنبروک (به انگلیسی: Hornbrook) یک منطقهٔ مسکونی در ایالات متحده آمریکا است که در شهرستان سیسکیو، کالیفرنیا واقع شده‌است. هورنبروک ۳٫۰۴۷ کیلومتر مربع مساحت و ۲۴۸ نفر جمعیت دارد و ۶۶۲ متر بالاتر از سطح دریا واقع شده‌است.